# 히나타자카
《히나타자카》(ひなたざか 히나타자카[*])는 일본의 여성 아이돌 그룹 히나타자카46의 첫 번째 음반. 2020년 9월 23일에 소니 레코드에서 발매됐다. 히라가나 케야키자카46 시대에 발매한 《달려가는 순간》(走り出す瞬間 하시리타스슌칸[*]) 이래, 히나타자카46로서 첫 음반이자 통산 두 번째 음반이다.

## 개요
히라가나 케야키자카46로서 발매한 음반인 《달려가는 순간》부터 2년 3개월만이다.